# Intelligent Games
Intelligent Games Ltd (souvent abrégé IG Ltd ou tout simplement IG ) était une entreprise de développement britannique de jeux vidéo, basé à Londres, en Angleterre. La société a été fondée par Matthew Stibbe en 1988 sous le nom de Intelligent Games Co. En 1992, la société a été renommée simplement Intelligent Games . Stibbe a quitté la société en juillet 2000 et la société a fermé ses portes vers la fin de 2002. 

## Jeux notables
- Imperium
- SimIsle: Missions in the Rainforest
- PGA European Tour
- Azrael's Tear
- Command & Conquer: Red Alert - The Aftermath
- Command & Conquer: Red Alert - Counterstrike
- Water World
- PGA Tour 98
- Tiger Woods 99 PGA Tour Golf
- Lego Loco
- Dune 2000
- F1 Manager
- Empereur: La Bataille pour Dune
- Lego Stunt Rally
- Tweenies: Game Time
- 2002 FIFA World Cup
- FIFA Football 2003